# 엄지성 (배우)
엄지성(2003년 5월 26일 ~ )은 대한민국의 배우이다.

## 학력
- 서울독산초등학교 (졸업)
- 가산중학교 (졸업)
- 금천고등학교 (졸업)

## 연기 활동

### 드라마 & 시트콤
| 연도 | 제목                       | 역할        | 비고 |
| ---- | -------------------------- | ----------- | ---- |
| 2009 | 혼                         | 어린 백종찬 |      |
| 2009 | 히어로                     | 진정        |      |
| 2010 | 볼수록 애교만점            | 어린 이영광 |      |
| 2012 | 도롱뇽도사와 그림자 조작단 | 선달 아들   |      |
| 2012 | 닥터 진                    | 식이        |      |
| 2018 | 크로스                     | 어린 강인규 |      |
| 2018 | 검법남녀                   | 마성재      |      |
| 2019 | 웰컴2라이프                | 장주원      |      |
| 2019 | 나의 나라                  | 도원        |      |
| 2021 | 보이스 4                   | 주범태      |      |

### 영화
- 2011년 《적과의 동침》 ... 민구 역
- 2011년 《도가니》 ... 영수 역
- 2012년 《연가시》 ... 준우 역
- 2013년 《미나문방구》 ... 오성 역
- 2013년 《숨바꼭질》 ... 어린 백성수 역
- 2014년 《국제시장》 ... 어린 윤덕수 역
- 2015년 《악의 연대기》 ... 어린 차동재 역
- 2015년 《사도》 ... 어린 사도세자 역
- 2016년 《보고싶다》 ... 우영 역
- 2016년 《소년, 소녀를 만나다》 ... 우영 역
- 2017년 《군함도》 ... 촛불소년 광부 역
- 2017년 《임금님의 사건수첩》 ... 자성군 역
- 2017년 《범죄도시》 ... 왕오 역
- 2020년  《영웅》... 어린 의용군 역 (2019년 촬영)